# Asterodiscides elegans
Asterodiscides elegans är en sjöstjärneart som först beskrevs av Gray 1847.  Asterodiscides elegans ingår i släktet Asterodiscides och familjen Asterodiscididae. Inga underarter finns listade i Catalogue of Life.